# 61-я истребительная авиационная бригада ВВС Балтийского флота
61-я истребительная авиационная бригада ВВС Балтийского флота — воинское соединение ВВС ВМФ СССР в советско-финской войне и Великой Отечественной войне.

## История
Бригада была сформирована на основании приказа командующего БФ № 0044 в апреле 1939 года, с дислокацией управления в п. Котлы Ленинградской области.
К началу войны с Финляндией в составе бригады были: 5-й ИАП (аэр. Низино), 13-й ИАП (аэр. Котлы), 11-я ОИАЭ (аэр. Куммолово), 13-я ОИАЭ (аэр. Купля). Во всех подразделениях на вооружении были самолёты И-16.
За время войны с Финляндией было выполнено 10141 самолёто-вылет.
К началу Великой Отечественной войны в состав бригады входил 5-й истребительный авиационный полк пяти эскадрильного состава, а так же 12-я и 13-я Краснознаменные отдельные истребительные авиаэскадрильи (фактически полки). На 1 июня на вооружении бригады числилось 31/26 И-15, 32/29 И-153, 114/110 И-16, 6/6 МиГ-1, 7/1 МиГ-3 и 43/32 учебных УТ-1, УТ-2, УТИ-4 и У-2.
В составе действующей армии во время ВОВ c 22 июня 1941 по 14 сентября 1943 года.
На 22 июня 1941 года управление бригады базировалось в Новом Петергофе; части, входящие в состав бригады базировались на аэродромах близ Ленинграда: Низино, Ратчино, Липово, Купля, Куммолово.
С 22 июня 1941 года части бригады выполняли задачу прикрытия и обороны Прибалтики, островов Моонзундского архипелага, Таллина, Ханко, а также Кронштадта и кораблей на переходах. Так 7 июля 1941 года действует в районах Котка, Хаапсалу, остров Вормси, 15 июля 1941 года бомбардирует и штурмует танки противника в районах Ивановское, Сабек, Поречье, Волосово и озеро Долгое, 30 июля 1941 года ведёт бои в районах Волосово, Молосковицы. В августе 1941 года в основном действует в Эстонии против наземных войск противника.
С начала войны и до 31 августа 1941 года по своим отчётам лётчики бригады совершили 9200 самолёто-вылетов, сбили в воздушных боях и уничтожили на аэродромах около 200 самолётов противника. Потеряла 41 лётчика и 77 самолётов.
С сентября 1941 года действует на ближних подступах к Ленинграду; отдельные части бригады, базируясь на Сааремаа, действуют на островах и близлежащих районах Балтийского моря.
10 сентября 1941 года получила из расформированной 10-й смешанной авиабригады ВВС Балтийского флота 13-й и 71-й истребительные полки.
С октября 1941 года действует вокруг Ленинграда на всех направлениях, включая оборону Кронштадта, поддержку войск 23-й армии, действия в Финском заливе, действия на южных подступах к городу и Ораниенбаумском плацдарме, в ноябре-декабре 1941 года — на Тихвинском направлении, оборону коммуникаций по Ладожскому озеру и т.п.
Принимала участие в поддержке наземных войск в ходе прорыва блокады Ленинграда.
14 июля 1943 года бригада переформирована в 3-ю истребительную авиационную дивизию ВВС Балтийского флота, но  очень быстро, 25 июля 1943 года приказом наркома ВМФ № 264 преобразована в 1-ю гвардейскую истребительную авиационную дивизию ВВС Балтийского флота. 
В 1948 году дивизия в очередной раз была переименована в 24-ю гвардейскую Краснознамённую истребительную авиационную дивизию ВВС 4-го ВМФ.
Под этим наименованием дивизия в составе флота проработала до 1960 года и была окончательно расформирована в рамках сокращения ВС СССР.

## Полное наименование
61-я истребительная авиационная бригада ВВС Балтийского флота
Условное наименование - в/ч 42907.

## Подчинение
- Всё время подчинялась Управлению ВВС Краснознамённого Балтийского флота

## Состав
В различное время в бригаду входили:
- 5-й истребительный авиационный полк ВВС Балтийского флота (3-й гвардейский истребительный авиационный полк ВВС Балтийского флота)
- 11-й истребительный авиационный полк ВВС Балтийского флота
- 13-й истребительный авиационный полк ВВС Балтийского флота (4-й гвардейский истребительный авиационный полк ВВС Балтийского флота)
- 21-й истребительный авиационный полк ВВС Балтийского флота
- 71-й истребительный авиационный полк ВВС Балтийского флота (10-й гвардейский истребительный авиационный полк ВВС Балтийского флота)
- 12-я отдельная истребительная авиационная эскадрилья ВВС Балтийского флота
- 13-я отдельная истребительная авиационная эскадрилья ВВС Балтийского флота
- 104-я отдельная авиационная эскадрилья ВВС Балтийского флота

## Командование

### Командиры
- Морозов, Андрей Михайлович, полковник, с 07.05.1939 по 26.08.1941
- Романенко, Иван Георгиевич подполковник, полковник c 30.08.1941 по 16.02.1942
- Петрухин, Николай Трофимович, генерал-майор авиации, с 16.02.1942 по 21.06.1942
- Кондратьев, Пётр Васильевич, полковник, с 26.06.1942 по 01.06.1943
- Корешков, Владимир Степанович, подполковник, 08.06.1943 - 14.07.1943

### Заместители командира
- Дзюба, Георгий Георгиевич,  подполковник, 10.1939 по 04.1940

## Герои Советского Союза
- Байсултанов, Алим Юсуфович, гвардии капитан, заместитель командира эскадрильи 4-го гвардейского истребительного авиационного полка.
- Батурин, Александр Герасимович, старший лейтенант, заместитель командира эскадрильи 71-го истребительного авиационного полка.
- Васильев Михаил Яковлевич, гвардии старший лейтенант, командир 1-й авиаэскадрильи 4-го гвардейского истребительного авиаполка.
- Волосевич, Иван Иванович, старший политрук, военком 13-й отдельной истребительной авиационной эскадрильи.
- Голубев, Василий Фёдорович, гвардии капитан, командир эскадрильи 4-го гвардейского истребительного авиационного полка.
- Губанов, Георгий Петрович, майор, командир 13-й отдельной истребительной авиационной эскадрильи.
- Денисов, Алексей Александрович, майор, командир 12-й отдельной истребительный авиационной эскадрильи.
- Ефимов, Матвей Андреевич, гвардии старший лейтенант, командир звена 3-го гвардейского истребительного авиационного полка.
- Кондратьев, Пётр Васильевич, капитан, помощник командира 13-го истребительного авиационного полка.
- Костылев, Георгий Дмитриевич, гвардии капитан, командир звена 3-го гвардейского истребительного авиационного полка.
- Кузнецов Анатолий Иванович, гвардии капитан, штурман 4-го гвардейского истребительного авиационного полка.
- Нефёдов, Анатолий Иванович, старший лейтенант, командир отряда 12-й отдельной истребительный авиационной эскадрильи.
- Романенко, Иван Георгиевич, майор, командир 13-го истребительного авиационного полка.
- Татаренко, Дмитрий Митрофанович, гвардии капитан, командир эскадрильи 3-го гвардейского истребительного авиационного полка.
- Цоколаев Геннадий Дмитриевич, гвардии старший лейтенант, командир 4-го гвардейского истребительного авиационного полка.
- Шувалов, Сергей Михайлович, лейтенант, помощник по комсомольской работе командира 12-й отдельной истребительный авиационной эскадрильи.